# Darlene Lewis
Darlene Lewis ist eine englische Popsängerin. Das Lied Let the Music (Lift You Up), das sie Anfang 1994 als Solo-Single veröffentlichte, gab es zur gleichen Zeit auch als Version von Loveland feat. Rachel McFarlane. Erst eine Edition des Liedes, auf der beide Versionen enthalten waren, schaffte den Einstieg in die englische Hitparade, erreichte Platz 16 und machte das Stück zu Lewis’ größtem Charterfolg. Die Folgesingle Soul Fly Free platzierte sich im Juni des Jahres lediglich eine Woche auf Rang 97. Weitere Veröffentlichungen gab es nicht.

## Diskografie
Singles
- 1994: Let the Music (Lift You Up)
- 1994: Let the Music (Lift You Up) (Loveland feat. Rachel McFarlane vs. Darlene Lewis)
- 1994: Soul Fly Free